# Jot Down
Jot Down Cultural Magazine, o simplement Jot Down, (de l'anglès, «Prendre nota»), és una publicació cultural fundada per Ángel Luis Fernández i Ricardo J. González el maig de 2011 amb The New Yorker com a referent. Compta amb una edició en paper a partir de la versió en línia. Destaca pels seus articles i entrevistes extenses, i la seva aposta pel blanc i negre.

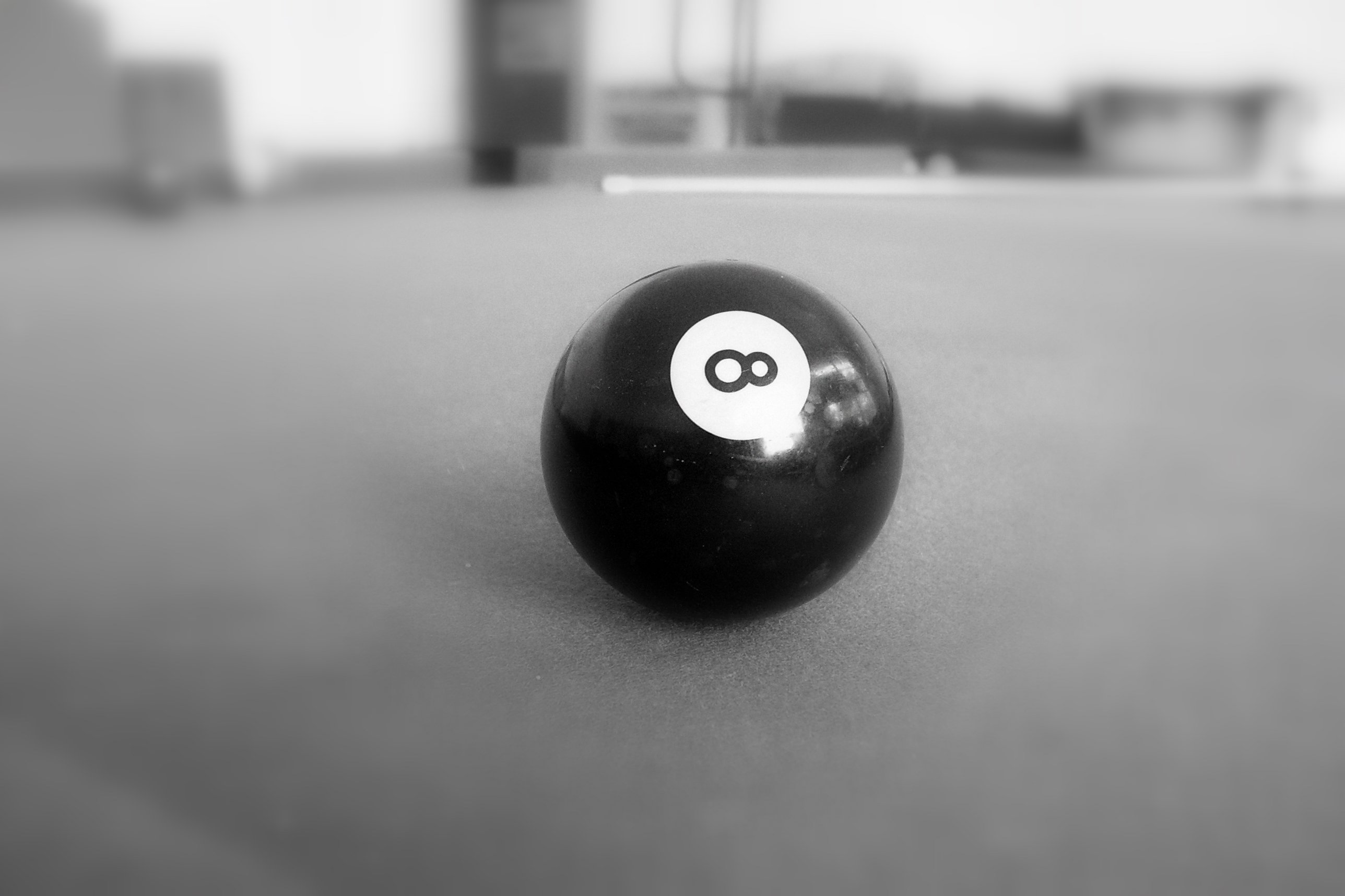
El logo és una bola 8 en la qual se substitueix el número per les inicials «JD»

Entre els col·laboradors, destaquen Enric González, Juan José Gómez Cadenas, Pepe Albert de Paco, Manuel Jabois, Jordi Bernal, Tsevan Rabtan o Fernando Savater. Carles A. Foguet n'és el director de comunicació. El març de 2012 el seu lloc web rondava les 400.000 visites mensuals, i 800.000 lectors mensuals en 2015. El juny de 2012 va estrenar la seva edició en paper, en commemoració del primer aniversari de la publicació, i l'octubre del mateix any va publicar un nou número sobre sèries de televisió. A partir de 2013 la publicació de la versió en paper va ser trimestral. Compta amb l'editorial Jot Down Books.
El 2015 va arribar a un acord amb El País, que va durar fins al 2019 segons el qual el diari inclouria un suplement anomenat Jot Down Smart amb el mateix estil de la revista.